# Meggen (Lennestadt)
Meggen is met bijna 3.000 inwoners de op twee na grootste plaats in de gemeente Lennestadt, in het Sauerland, in de Duitse deelstaat Noordrijn-Westfalen. Het dorp ligt op circa 265 meter boven zeeniveau.

## Ligging, infrastructuur

Plaatsen in de gemeente Lennestadt

Het plaatsje Meggen ligt in het midden van de gemeente Lennestadt, in het dal van de Lenne en ten noorden van Altenhundem, de hoofdplaats van de gemeente. Door het Lennedal en dus ook door Meggen loopt de Bundesstraße 236 van Schwerte naar o.a. het wintersportoord Winterberg. Direct ten westen van Meggen ligt het (op 30 juni 2020) 2.162 inwoners tellende Maumke, dat grotendeels uit woonwijken voor de voormalige mijnwerkers van Meggen bestaat en eigenlijk, economisch gezien, één geheel met Meggen vormt. Tot Meggen wordt ook het ten behoeve van het personeel van de mijn gebouwde wijkje In der Wolbecke gerekend, dat ten oosten van de mijn en enkele kilometers ten noordoosten van het eigenlijke dorp ligt.
Meggen heeft een stoptreinstation aan de spoorlijn Hagen - Haiger of Ruhr-Sieg-Strecke. Het bijbehorende stationsgebouw werd in 2020 wegens bouwvalligheid gesloopt.

## Economie

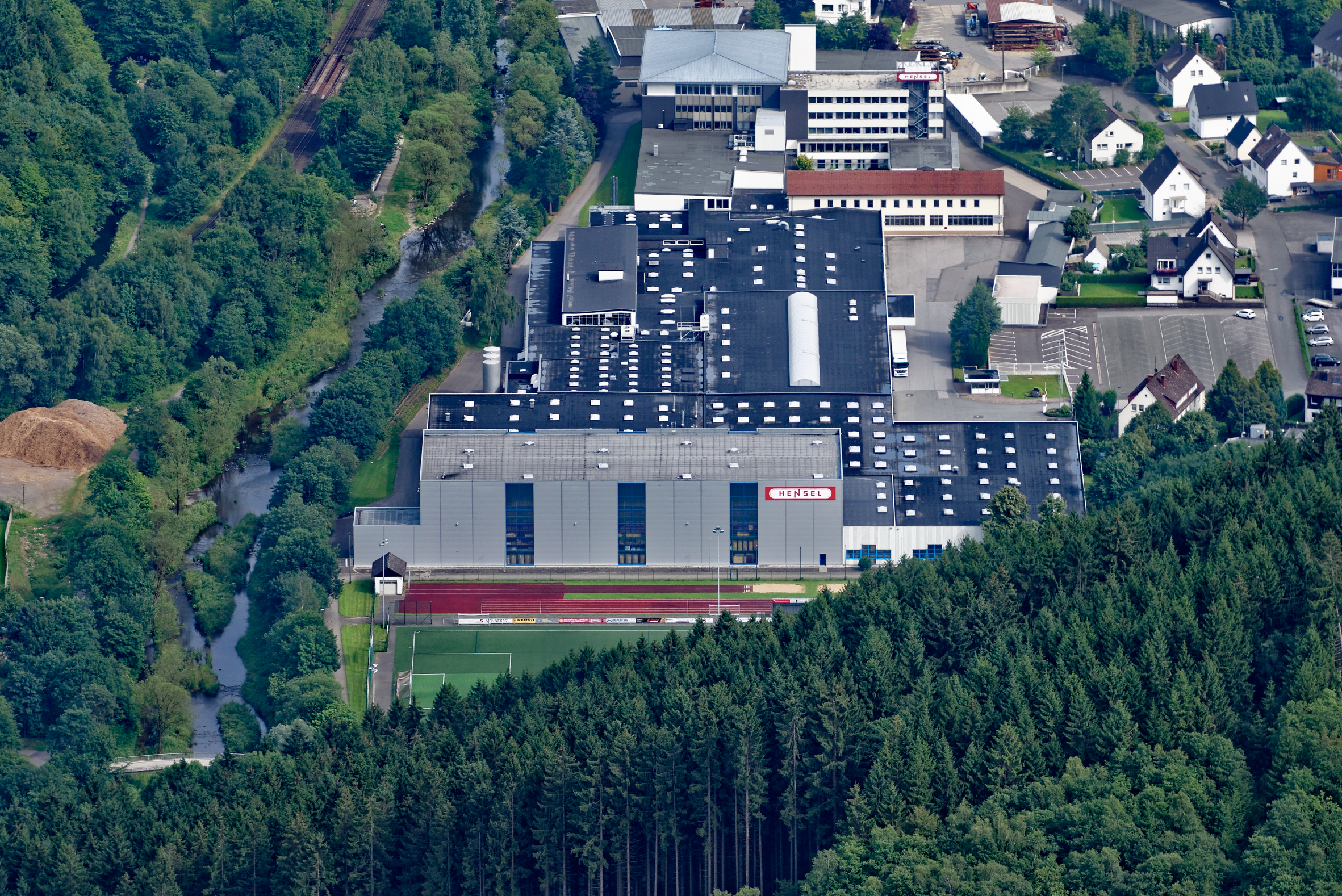
Hensel-fabriek, Meggen

- Tussen Meggen en Altenhundem staat aan de B 236 de grote fabriek van Hensel, waar schakelkasten en soortgelijke onderdelen op elektrotechnisch gebied worden gemaakt. Deze worden, deels via Aziatische dochterondernemingen, naar de gehele wereld geëxporteerd.
- Zoals overal in het Sauerland, is het toerisme economisch belangrijk voor deze plaats.
- Het dorp kent enige metaalindustrie, alsmede divers midden- en kleinbedrijf van lokaal en regionaal belang.

## Geschiedenis
Uit de vermeldingen over rooms-katholieke kerkgebouwen blijkt, dat Meggen reeds in 1505 een kapel bezat, die tijdens de Dertigjarige Oorlog (1618-1648) werd verwoest. De te klein geworden kapel werd in 1896 door de huidige kerk vervangen.
In 1861 verkreeg Meggen een spoorwegaansluiting, hetgeen de economie van de plaats een impuls verleende. Totdat aan het eind van de 19e eeuw de grote bedrijven weer wegtrokken, naar het Ruhrgebied, begon een korte periode van industrialisering.
Het dorp heeft een verleden als mijnbouwnederzetting. Reeds tussen 1850 en 1860 werd begonnen met het delven van pyriet of ijzersulfide, dus een verbinding van ijzer en zwavel. Er werd al spoedig ook bariet, bariumsulfaat, gewonnen. In de Eerste Wereldoorlog is hier een aantal Franse krijgsgevangenen als dwangarbeider tewerkgesteld.  Rond 1920 behoorden deze mijnen tot de belangrijkste winplaatsen van deze delfstoffen in de gehele wereld. Deze grondstoffen werden ten tijde van de Tweede Wereldoorlog door Adolf Hitlers Derde Rijk als kriegswichtig, voor de oorlogvoering belangrijk, beschouwd. Ter vervanging van de Duitse mijnwerkers, die in militaire dienst moesten, werden vele honderden Russische krijgsgevangenen als dwangarbeiders in de mijnen tewerkgesteld. Dezen werden door de Duitsers wreed, vaak onmenselijk behandeld, en velen stierven door mishandeling, honger, ziektes of uitputting.
Er bestond ten noorden van het dorp, op de rechteroever van de Lenne, vanaf 1951 een voor die tijd moderne pyriet- en barietmijn met de naam Siciliaschacht. In 1955 werkten hier zoveel arbeiders, dat het aantal inwoners van Meggen tot 4.500 was gestegen. Onder hen waren veel buitenlandse gastarbeiders. Het aantal inwoners van niet-Duitse origine in het dorp is sedertdien relatief hoog gebleven. In 1992 werd de mijn gesloten, vanwege uitputting van een deel van de mijnen, afzetproblemen voor het erts en ook vanwege de strenger geworden milieuvoorschriften, die golden voor het werken met zwavelverbindingen. Daarna volgde een omvangrijke bodemsanering, waarna een mijnbouwmuseum en een aantal terreinen voor midden- en kleinbedrijf werden gerealiseerd. Daartoe moeten ook de opvallende, in 2005 gebouwde piramides vóór het mijnbouwmuseum worden gerekend.
Op 1 juli 1969 vond een gemeentelijke herindeling plaats, waardoor Meggen deel van de op die datum ontstane gemeente Lennestadt deel ging uitmaken.

## Bezienswaardigheden
- Het natuurschoon van het Sauerland, o.a. de 480 meter hoge berg Kahle bij het dorp, met schaarse restanten van een vroegmiddeleeuwse ringwalburcht
- Het mijnbouwmuseum Siciliaschacht (alleen op zondagmiddag geopend); de opvallende, vóór het museum staande piramidevormige gebouwtjes herbergen een aantal bedrijfjes.
- De rooms-katholieke, neoromaanse Sint-Bartholomeüskerk (bouwjaar 1896, renovatie in 1982)
- Op de voormalige steenberg (Duits: Halde) van de voormalige mijn is een uitzichtpunt en een speeltuin voor kinderen met allerlei glijbanen (Haldengarten) aangelegd.

## Afbeeldingen

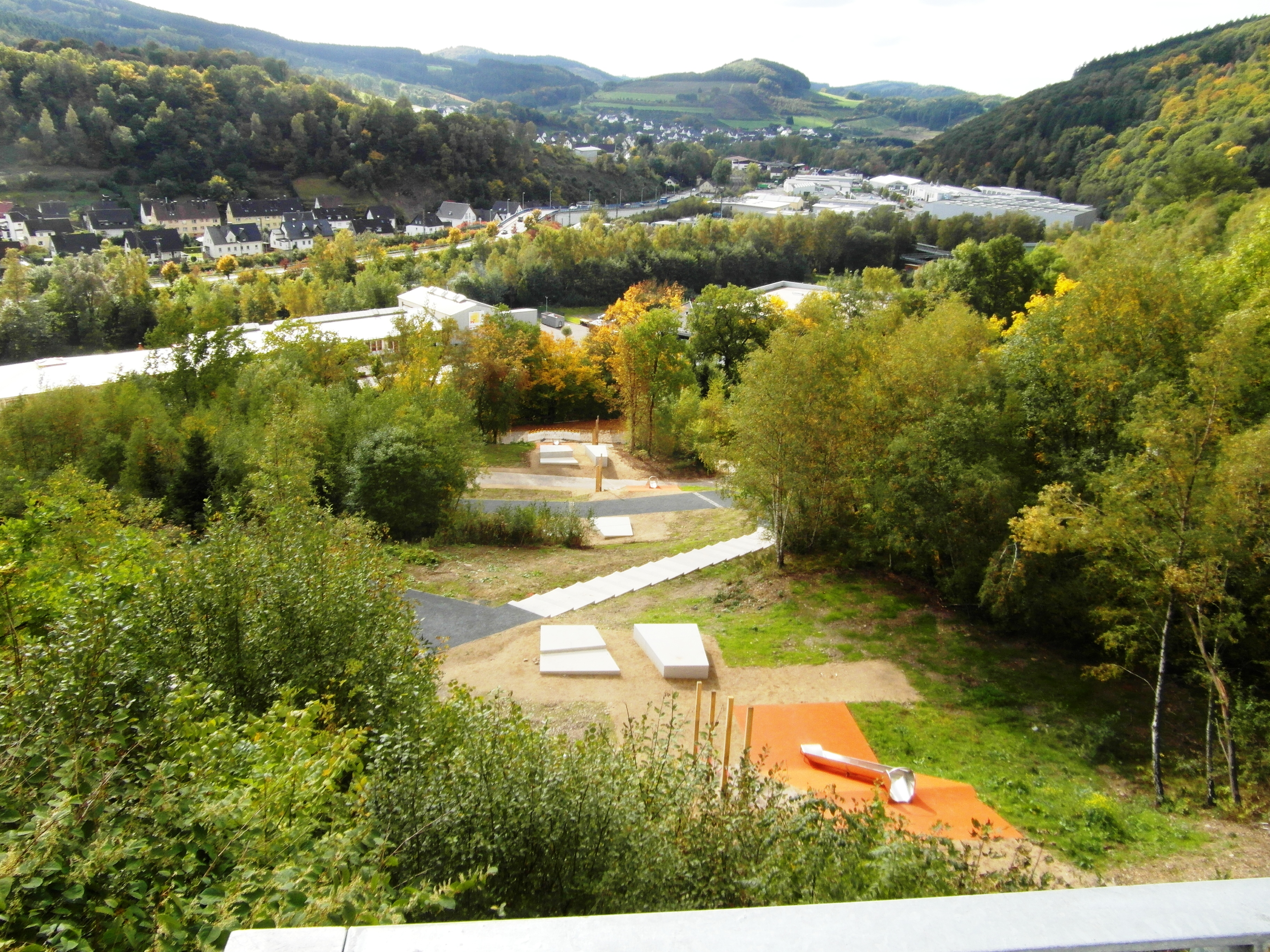
Gezicht op Meggen; op de voorgrond de Haldengarten
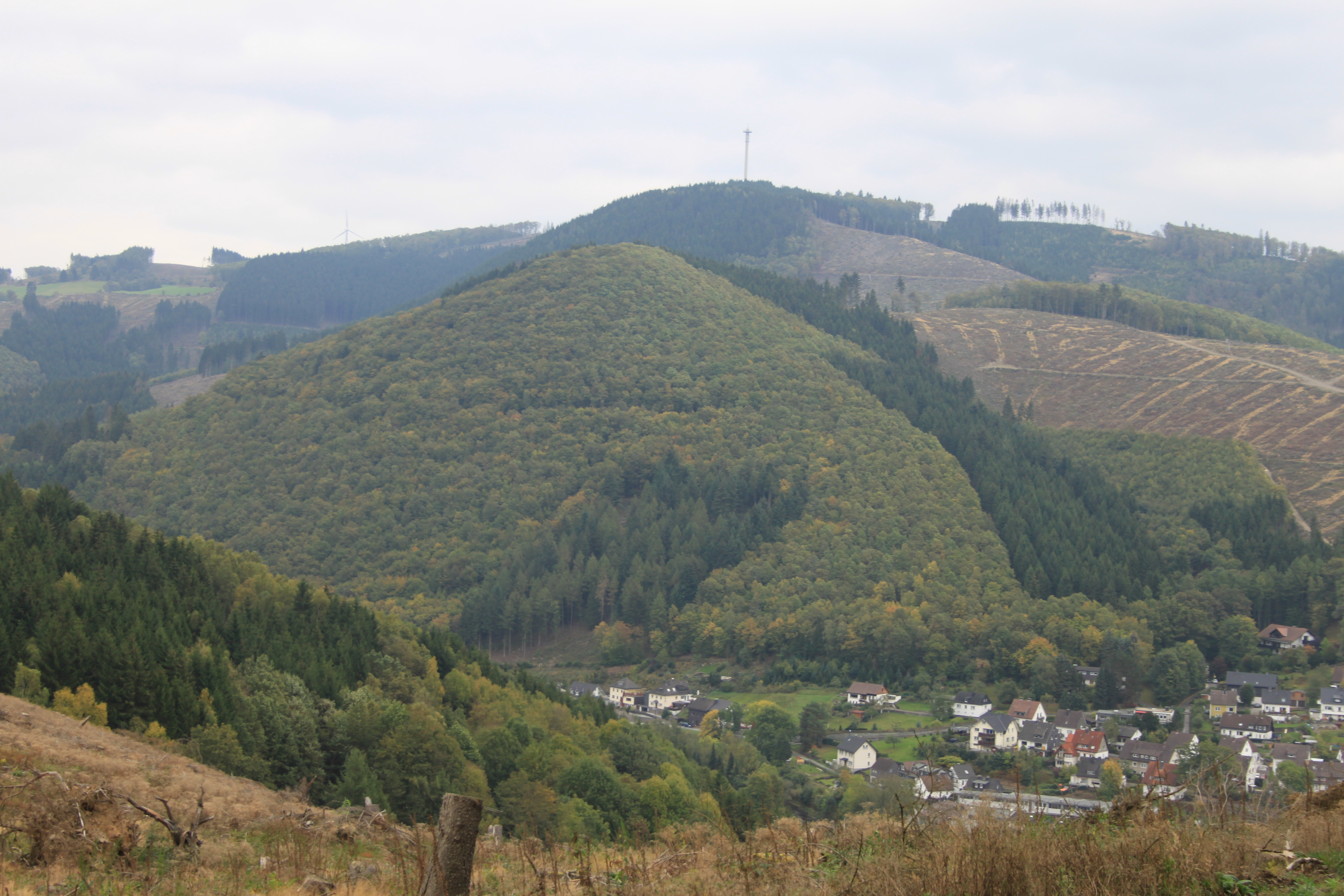
De berg Kahle bij Meggen
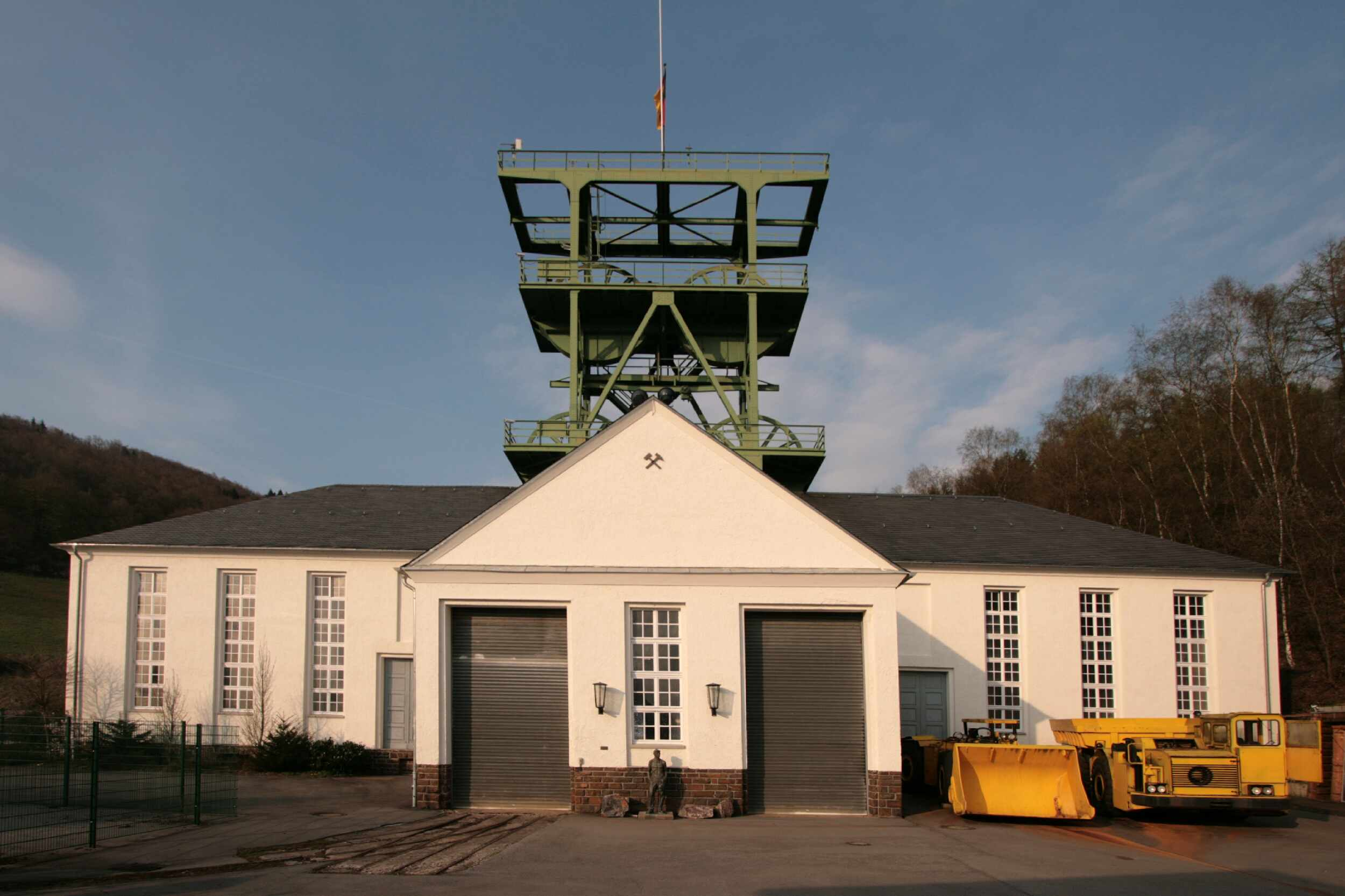
Mijnbouwmuseum Siciliaschacht (1)
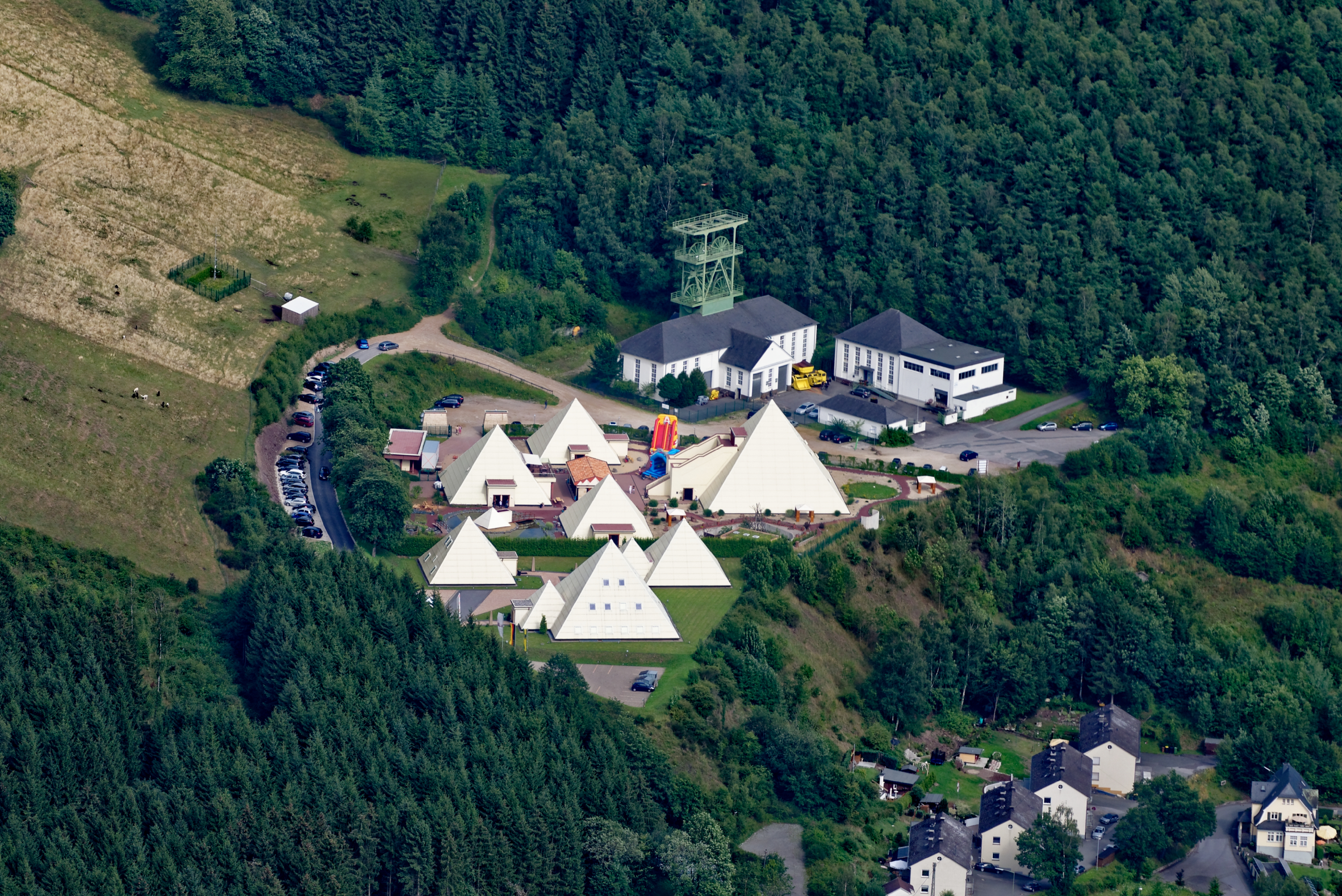
Mijnbouwmuseum (2); op de voorgrond de zgn. piramides
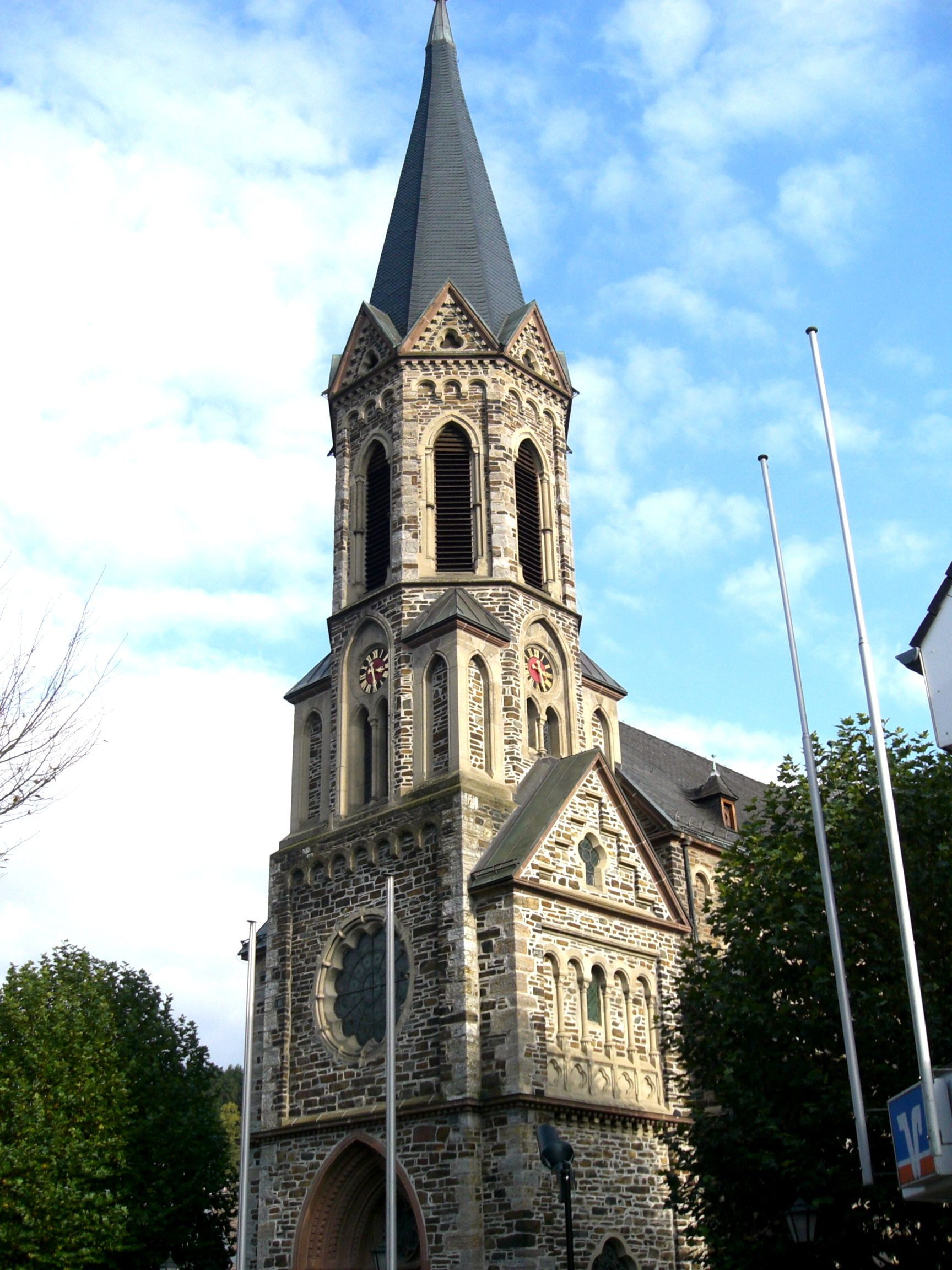
Toren van de St.-Bartholomeüskerk
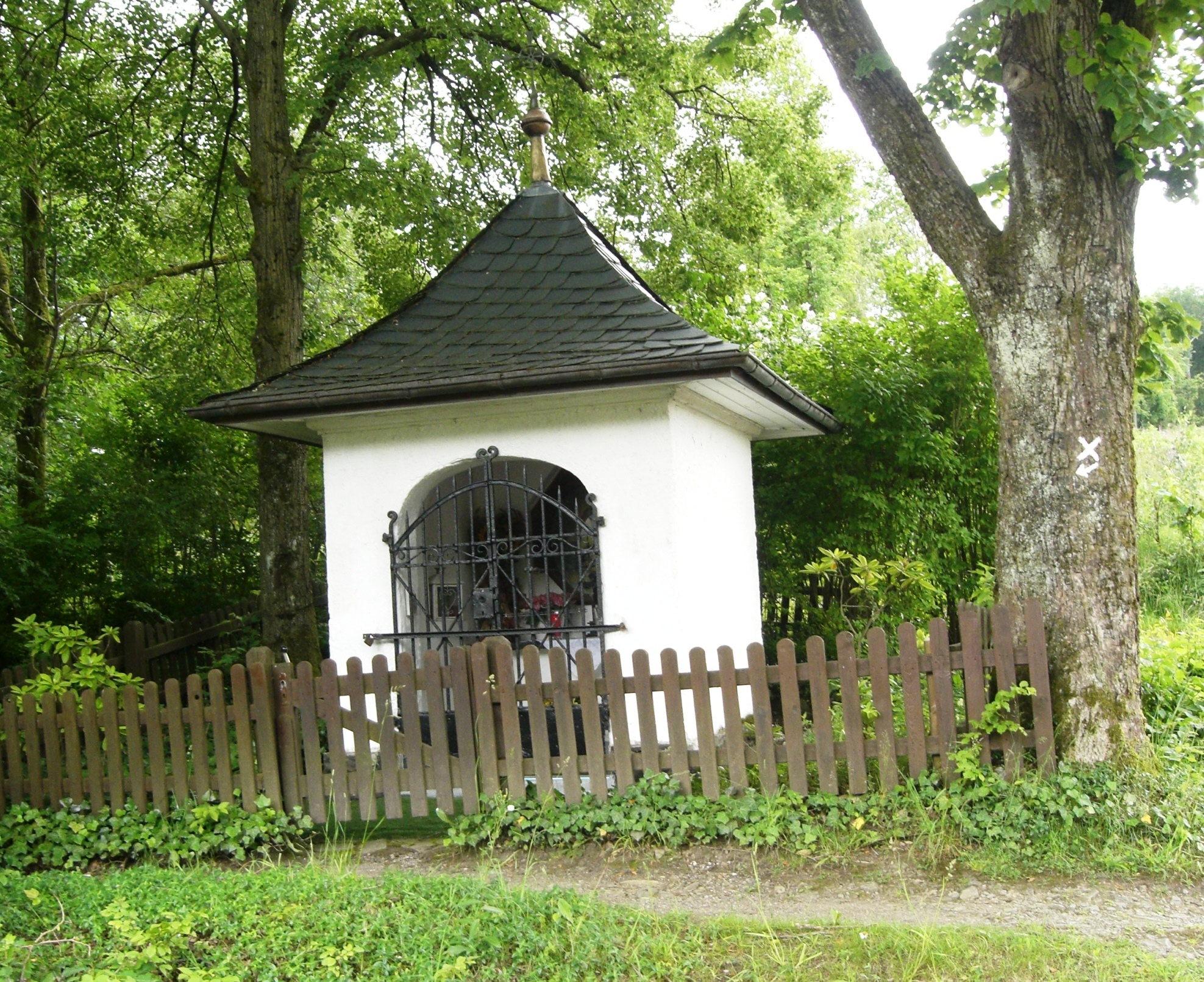
Kapelletje bij de Steppel
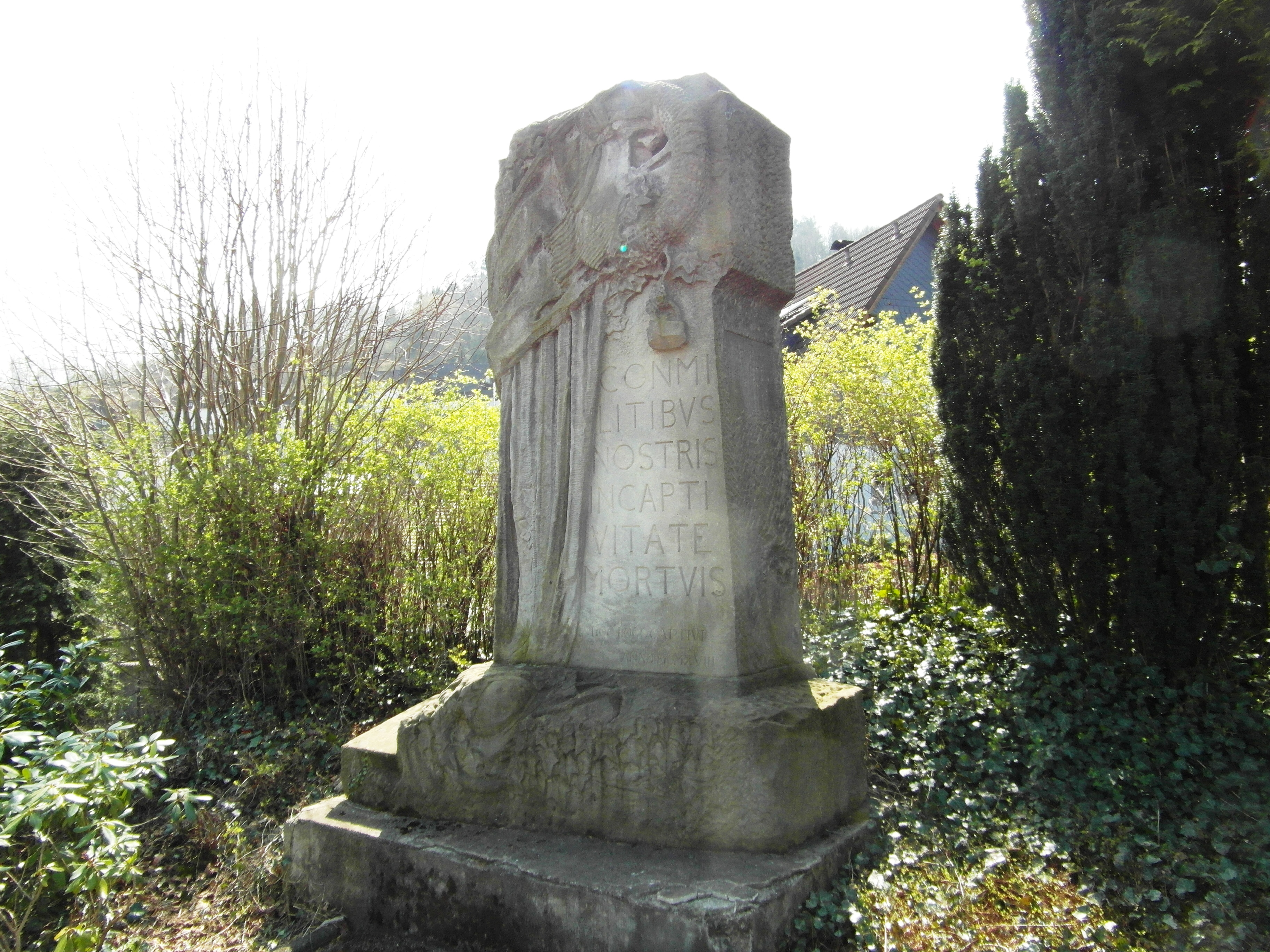
Grafmonument Franse krijgsgevangenen 1914-1918
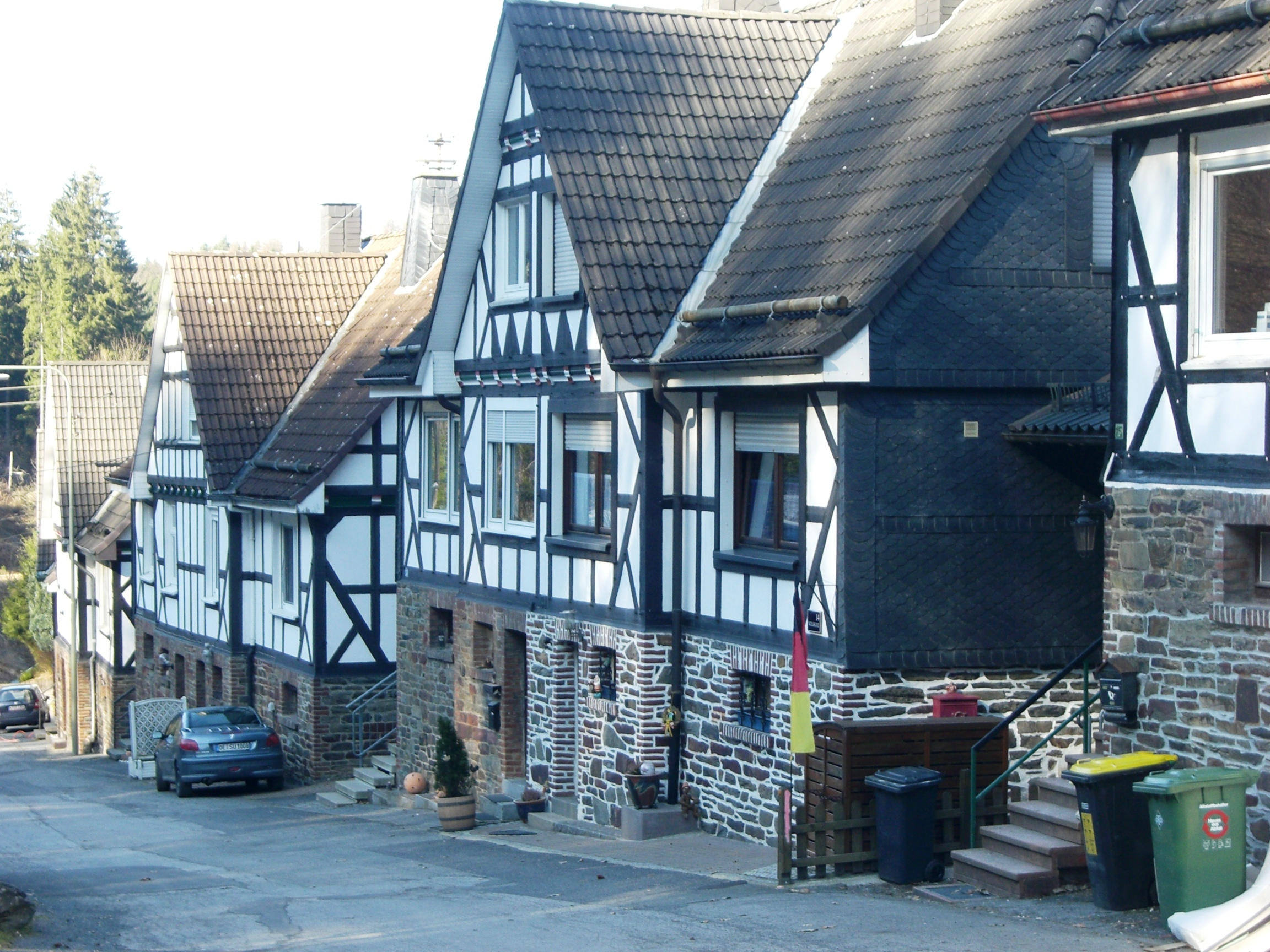
In der Wolbecke

## Niet te verwarren met
Meggen (Zwitserland), een plaats in het Zwitserse kanton Luzern